# Дуррані
Дуррані (пушту دراني pronounced: [durɑˈni]) або Абдалі (пушту ابدالی) — назва головного пуштунського племені, що проживало на території сучасних Афганістану та Пакистану. Первинно відоме під назвою абдалі, але після утворення у 1747 році Дурранійської імперії почало йменуватись дуррані. За оцінками кількість представників цієї народності становить 16% від загальної кількості населення Афганістану або 5 мільйонів осіб. Дуррані проживають на всій території Афганістану, окрім цього, значна частка цієї народності проживає на території Пакистану (в основному у західних регіонах країни).
Серед дуррані було багато видатних діячів, зокрема одна з афганських королівських родин походила з цього племені. Дуррані також посідали визначні пости в урядових та громадських організаціях, займались торгівлею та підприємницькою діяльністю, військовою справою.

## Історія

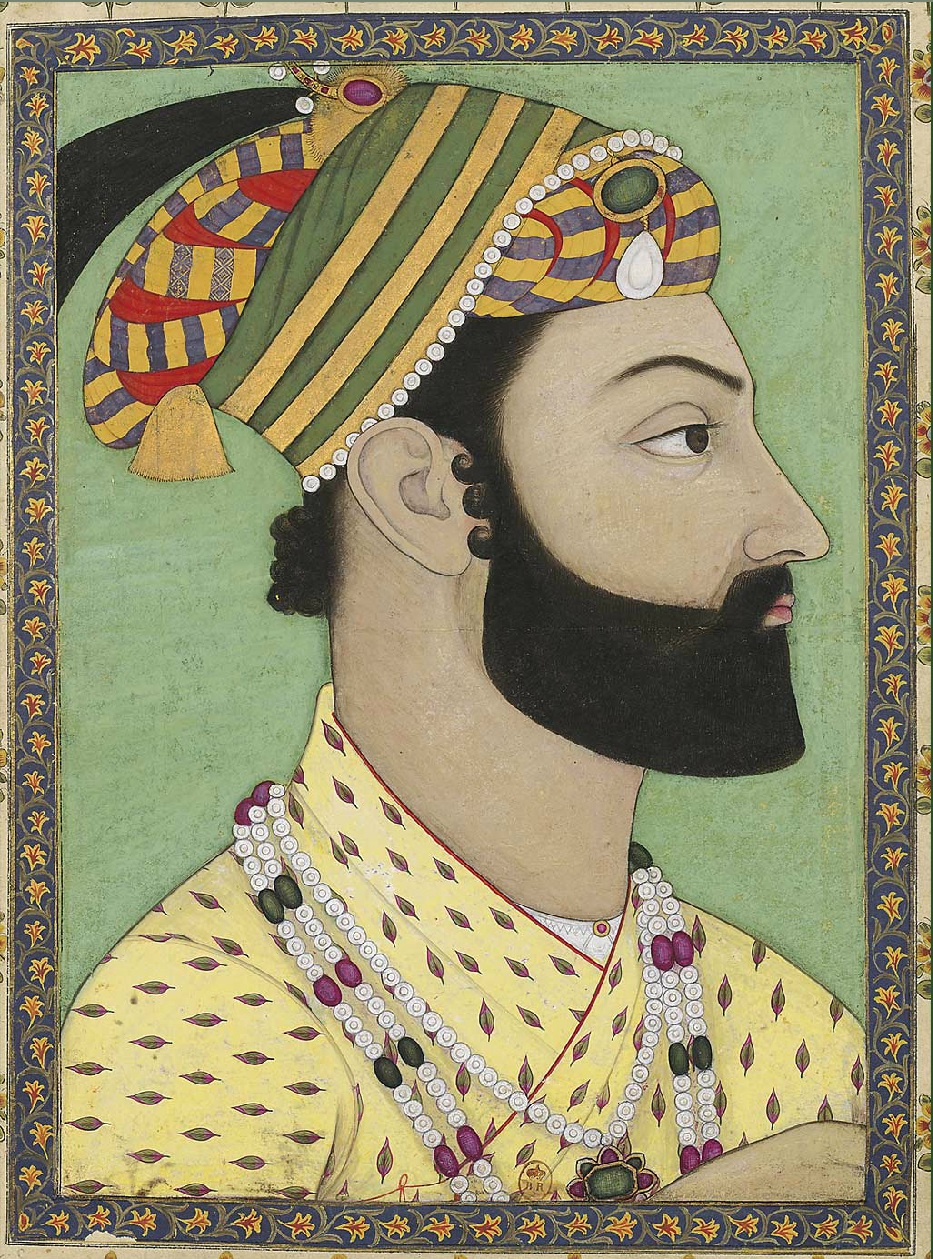
Ахмед-шах Абдалі засновник Дурранійської імперії

Дуррані походять, як і інші пуштуни з Індоєвропейської групи. Були відомі як абдалі приблизно з VII до середини XVIII століття, коли Ахмед-шах Дуррані був обраний новим еміром та започаткував Дурранійську імперію. Він об'єднав пуштунські племена та змінив своє власне ім'я з Ахмед-шаха Абдалі на Ахмед-шаха Дуррані. З цього часу монархи Афганістану були представниками династії Дуррані.